# Johannes Theodorus Smits van Oyen
Pour les articles homonymes, voir Smits.
Johannes Theodorus Smits van Oyen, né à Eindhoven le 6 janvier 1823 et mort à Eindhoven le 20 septembre 1898, est un homme politique néerlandais.

## Mandats et fonctions
- Échevin d'Eindhoven : 1851-1853
- Bourgmestre d'Eindhoven : 1853-1885
- Membre de la Eerste Kamer : 1883-1897

## Sources
- (nl) parlement.com